# Loi sur la péréquation des charges
La loi sur la péréquation des charges, ou Lastenausgleichsgesetz (« loi d'égalisation du fardeau »), est une loi allemande votée le 14 août 1952 visant à compenser les Allemands pour les dommages subis pendant la Seconde Guerre mondiale.

## Contexte
Entre 1939 et 1948, des millions d'Allemands perdent la plupart ou la totalité de leurs biens à cause des bombardements des attaques alliées, ou alors se font expulser de leurs foyers ; d’autres ont perdu toute leur richesse à cause de réformes monétaires. Plus de dix millions d’Allemands sont expulsés de la seule Europe de l’Est. Ceux qui ont été appauvris par ou à cause de la guerre ont plaidé en faveur d'un Lastenausgleich (« égalisation du fardeau ») et appellent à ce que l'Allemagne de l'Ouest partage de manière équitable le fardeau de la guerre en confisquant 50 % ou plus de la richesse restante de ceux « non endommagés » et en la redistribuant à ceux endommagés par la guerre. Et ce dans le but de restaurer la répartition des richesses d’avant-guerre, et, par extension, l’ordre moral.

## Arguments
Les partisans d'un Laustenausgleich affirmaient que tous les Allemands constituaient une « communauté de risque » qui avaient mené la guerre ensemble, auraient connu la victoire ensemble et devraient donc subir la défaite ensemble. L'homme politique de l'Union chrétienne-sociale (CSU) August Haußleiter, soutenait qu'un Laustenausgleich créerait un nouvel ordre social et rendrait à la société sociale ce que la propriété privée n'a pas réussi à leur accorder. L'aile gauche de la CSU a fait valoir que les infirmes de guerre avaient subi un traitement injuste et inhabituel qui faisait craindre un statut plus élevé que celui du demandeur d'aide sociale typique.
Les hommes politiques de l’Allemagne de l’Est communiste n’étaient pas convaincus par ces arguments. Ils affirmaient que tous les Allemands étaient des êtres humains, mais que les infirmes n'avaient aucun droit particulier à une loi sur la péréquation des charges, ou des droits autres que ceux de tout autre citoyen est-allemand.
La loi finlandaise de 1945 qui accorde la restitution aux Caréliens était la seule jurisprudence étudiée en préparation de la promulgation de la loi Laustenausgleich.

### Restitution juive
Parallèlement aux arguments en faveur d'une loi sur la péréquation des charges, les tribunaux et législateurs allemands se sont montrés très réticents à mettre en œuvre une méthode de restitution à l'égard des Juifs dont les biens avaient été saisis. L'intention initiale de la loi était de compenser uniquement les natifs (« Volkszugehörige ») allemands expulsés. En 1939, le ministère de l'Intérieur du Reich avait explicitement interdit aux Juifs allemands de se prétendre Volkszugehörige et les avait identifiés comme des « personnes de sang étranger » .  Certains Juifs allemands ont déposé des réclamations en vertu des lois allemandes sur la restitution, c'est-à-dire la Bundesgesetz zur Entschädigung für Opfer der nationalsozialistischen Verfolgung (BEG), entrée en vigueur en 1953. Les Juifs qui s'étaient installés en Israël ou en Occident pouvaient prétendre à une indemnisation au titre du BEG à condition qu'ils satisfassent les critères dits d'expulsion - les mêmes caractéristiques culturelles et linguistiques que les Allemands de souche qui avaient fait des réclamations au BEG. Le gouvernement allemand avait apparemment supposé que seul un petit nombre de Juifs allemands seraient éligibles aux paiements du BEG selon ces critères, mais il avait sous-estimé la mesure dans laquelle les Juifs allemands s’identifiaient comme Allemands et le fait que l’allemand était utilisé comme langue à la maison avant la guerre.
La restitution des Juifs allemands était également une disposition de l’accord de Luxembourg entre l’Allemagne de l’Ouest et Israël, signé en 1952.

## Loi
La loi sur la péréquation des charges (« Lastenausgleichsgesetz ») est votée le 14 août 1952 après trois ans de débats au Bundestag,. La loi exige que tous les Allemands « non endommagés » paient l'équivalent de la moitié de la valeur de leur propriété, telle qu'évaluée au jour des réformes monétaires de 1948, payable en plusieurs versements, sur trente ans. Les paiements sont étalés de 1954 à 1979. À la fin de 1954, le plan a versé près de 3 milliards de Deutsche Marks (DM), principalement aux nouveaux arrivants ; 10 % des paiements du Lastenausgleich est allé aux habitants du Land de Hesse.
La moitié des fonds du Lastenausgleichsgesetz est allée à des mesures d'intégration et de soutien social, tandis que l'autre moitié a été affectée à des paiements directs en compensation des pertes de guerre. Il offre une aide telle que des prêts d’absorption, une aide au logement et des pensions pour dommages de guerre. Les indemnisations étaient versées en proportion inverse du coût des dommages subis.

## Conséquences
Le Lastenausgleich est l'une des plus grandes opérations de transfert de l'histoire allemande. Le montant payé en 1978 s'élève à plus de 110 milliards de Deutsche Marks.
La loi était un outil puissant pour réintégrer les Allemands expulsés dans la société ouest-allemande et a grandement contribué au succès économique de l’Allemagne de l’Ouest. En termes de régimes d’indemnisation à la suite d'une migration forcée, l’Allemagne de l’Ouest était l’un des rares pays à verser de l’argent à grande échelle aux réfugiés. En revanche, la loi a également contribué à susciter beaucoup d'envie et de sentiment anti-nouveaux arrivants, en particulier au sein de groupes tels que la Schutzverband der Westdeutschen (Association de protection des Allemands de l'Ouest).
Cependant, le système Lastenausgleich présente deux défauts majeurs. Premièrement, le fonds ne suivait pas l'inflation ; par conséquent, la contribution au fonds est restée la même, malgré la hausse de la valeur des propriétés et de l'inflation, de sorte que les bénéficiaires ont reçu de moins en moins au fil du temps en termes réels. Deuxièmement, corollaire de la première, environ la moitié des contributions au fonds Lastenausgleich provenaient des impôts sur la population en général, y compris les bénéficiaires eux-mêmes. Les recettes fiscales ont été utilisées dès la création du fonds pour équilibrer son déficit chronique en raison de la sous-évaluation progressive et croissante des biens immobiliers et des effets de l'inflation.